# Radio Monte Carlo 2
Radio Monte Carlo 2, abbreviata spesso come Monte Carlo 2 o MC 2, è un'emittente radiofonica italiana con sede a Milano.

## Storia
Ha iniziato i programmi nel febbraio 2006.
La sede della radio è a Milano in Via Podgora 13.
Montecarlo 2 propone un palinsesto di 24 ore di musica lounge, nu-jazz, chill out, nu-soul, house e deep house selezionata dai music designer Marco Fullone e Dado Funky Poetz.
Lo station manager è Stefano Carboni.
Dal 29 gennaio 2018 la maggior parte delle frequenze di MC2 sono state cedute alla neonata stazione sportiva del gruppo RMC Sport Network (poi ridenominata MC Sport Network). Dal 27 maggio 2019 però riprende buona parte delle frequenze del Nord-Italia e Sardegna a seguito della chiusura di MC Sport Network: pur tuttavia, una buona parte delle frequenze che già diffondevano RMC 2 vengono cedute alla universitaria romana Radio Cusano Campus.
Da gennaio 2021 le restanti frequenze sono state cedute a Radio Città. MC2 è rimasta operativa in FM solo sui 101.6 per il Principato di Monaco, parte della Costa Azzurra e dell'estremo Ponente ligure fino al 18 maggio 2021.
Dal 19 maggio 2021, MC2 abbandona definitivamente l'FM per continuare a restare operativa solo sul satellite e sulle piattaforme digitali; al suo posto, sempre in FM, subentra MCR - Music Club Radio, emittente monegasca con un format molto simile a MC2. La diffusione di MCR - Music Club Radio avviene in FM sulle ex frequenze di MC2, alcune delle quali (quelle italiane) negli ultimi mesi avevano diffuso Radio Città, mentre quella monegasca aveva continuato a diffondere MC2.
Il 23 febbraio 2022 abbandona Tivùsat, restando fruibile esclusivamente in streaming.
Dal 6 agosto 2025 cambia editore,passando da RMC2 s.r.l a Heddy Media s.r.l,il bouquet di webradio rimane il medesimo.